# Dinotha Vorswijk
Dinotha Okela Vorswijk (Tjaikondre, circa 1989/1990) is een Surinaams politicus. Ze was vanaf 2010 drie jaar lid van het Nationale Jeugdparlement. Sinds 2015 tot 2020 en sinds 2015 is ze lid van de De Nationale Assemblée voor de Algemene Bevrijdings- en Ontwikkelingspartij (ABOP). In 2020 werd ze fractieleider van de ABOP in DNA. Van 2021 tot 2025 was ze minister van Grond- en Bosbeheer.

## Biografie

### Jeugd en studie
Vorswijk is Saramaccaans en werd geboren in het gehucht Tjaikondre in Boven-Suriname. Haar vader had vier vrouwen en Dinotha is een van zijn 23 kinderen. Ze groeide op in het ressort Brokopondo-Centrum, omdat ze hier naar school kon gaan wat haar vader voor al zijn kinderen wilde. Na haar lagere school is ze naar Paramaribo gegaan, waar ze uiteindelijk in 2013 haar bachelorgraad behaalde in bestuurskunde.

### Eerste stappen in de politiek
Haar vader was een actief bepleiter van de NPS. Toen ze rond haar twintigste hoorde van de verkiezingen van het Nationaal Jeugdparlement, besloot ze mee te doen voor het district Sipaliwini. Ze behaalde de meeste stemmen voor haar district en nam vanaf 2010 bij elkaar drie jaar deel aan dit parlement. Na anderhalf jaar zorgde een ander jeugdlid voor een afspraak voor haar met Ronnie Brunswijk. Ondanks dat het aanvankelijk niet haar bedoeling was om verder te gaan in de politiek, raakte ze betrokken bij de activiteiten van de ABOP, waar Brunswijk de leider van is. Deze partij trekt haar aan omdat mannen en vrouwen daar gelijk worden behandeld, aldus Vorswijk aan de Parbode.

### Assembléelid
Bij de verkiezingen van 2015 plaatste haar partij haar op nummer 2 van de lijst van Sipaliwini. Op basis van voorkeurstemmen werd ze rechtstreeks gekozen in het parlement. Hiermee werd ze de jongste vrouw in De Nationale Assemblée. Tijdens de verkiezingen van 2020 werd ze herkozen in DNA en vervolgens benoemd tot fractieleider van de alliantie ABOP/PL.

### Minister
Op 3 augustus 2021 werd ze beëdigd als minister van Grond- en Bosbeheer, waarmee ze Diana Pokie opvolgde. Obed Kanapé volgde haar op 10 augustus 2021 op als fractieleider van de ABOP/PL in DNA.
In juni 2022 kreeg Vorswijk te maken met het schandaal van verstrekte percelen In Sabaku Village. Ze verweerde zich dat de grondaankopen daar volgens de wettelijke procedures waren gegaan. Ondanks dat percelen naar politici waren gegaan, zoals de assembléeleden Obed Kanapé en Edgar Sampie van ABOP, twee kinderen van Mahinder Jogi (VHP) en Leo Brunswijk, de broer van de vicepresident. Hoewel Suriname klein is en familiebanden dichtbij, werden als nieuwe eigenaren op Sabaku twintig familienamen aangetroffen die ook in de politiek voorkomen, onder wie drie maal Vorswijk en drie maal een naam rond Brunswijk. Ronnie Brunswijk reageerde op de ophef dat politici ook huizen nodig hebben. Ook gaf hij te kennen geen bemoeienis van VHP-coalitiepartners te willen over de besluiten van ABOP-ministers.
In augustus 2024 sloeg districtscommissaris Josta Lewis van Kabalebo alarm omdat Vorswijk achter haar rug om concessies in inheems gebied had uitgegeven voor goud- en houtwinning. Eerdere keren had ze bij president Santokhi moeten aankloppen om dit weer ongedaan te krijgen. Vorswijk reageerde dat ze vond dat het advies van Lewis te lang was uitgebleven en ze toen op instructie van VP Brunswijk de beschikking had getekend.
Op 1 december 2024 werd Sieuw Ramsukul aan het ministerie toegevoegd als onderminister. Ervoor was hij directeur Algemeen Beheer.
Tijdens de verkiezingen van 2025 stond zij op nummer 4 van de lijst van ABOP. Hierna maakt ze haar rentree in DNA.

## Persoonlijk
Vorswijk heeft de zorg over enkele pleegkinderen. In maart 2019 kwam ze in het nieuws toen er door overvallers bij haar werd ingebroken, waarbij zij en twee pleegkinderen werden bedreigd met vuurwapens. De daders gingen er met geld en elektronische gebruiksgoederen vandoor. Binnen dezelfde week werd ook ingebroken bij haar ABOP-collega Diana Pokie, die op dat moment niet thuis was.
In september 2021 werd ze positief getest op het coronavirus.